# Brinkumer Sportverein von 1924 e. V.
Brinkumer Sportverein von 1924 e. V é uma agremiação esportiva alemã, fundada a 13 de março de 1961, sediada em Weyhe, no estado de Bremen.

## História
A associação foi fundada em 1961 a partir da fusão de Brinkumer Sportverein von 1924 e. V. e Brinkumer Turn- und Sportverein von 1945 e. V. O clube pertence à Bremer Fußball-Verband. Na temporada 2005/06, pela primeira vez, conseguiu subir à Oberliga Nord, mas foi rebaixado um ano depois. Na temporada 2008/09 o SV Brinkumer terminou em segundo na Bremen-Liga. Mas conseguiu a promoção para a Regionalliga.
Na Copa de Bremen a equipe chegou três vezes à final. Em 2006, a decisão foi perdida por 4 a 3 frente ao FC Bremerhaven. Já em 2008, a equipe derrotou o FC Oberneuland por 2 a 0. Em 2012, o time foi derrotado por 2 a 0 pelo mesmo FC Oberneuland.